# Phlegra bresnieri meridionalis
Phlegra bresnieri là một phân loài nhện trong họ Salticidae.
Loài này thuộc chi Phlegra. Phlegra bresnieri meridionalis được Embrik Strand miêu tả năm 1906.